# 夜迴
《夜迴》是日本一軟體開發並發售的恐怖動作冒險遊戲，主要讲述寻找失物的少女在午夜街道寻觅的故事。本作最初於2015年在日本发行PlayStation Vita版，并于2016年移植至Microsoft Windows平台，同时发行英文版。
本作品的續作《深夜迴》於2017年8月24日發行。
游戏于2018年10月在任天堂Switch平台与續作《深夜迴》捆绑作为《Yomawari: The Long Night Collection》一同发售。但发售地区不含日本。

## 评价
《周刊Fami通》为本作打出29/40分。截止到2016年2月，游戏共出货4.8万套，销量接近《魔界戰記5》，优于公司预期表现。

## 外部連結
- 《夜迴》官方網站 （页面存档备份，存于）